# Хоботок (пам'ятка природи)
Урочище «Хоботок» — комплексна пам'ятка природи регіонального значення, яка розташована на території Каменського району Ростовської області Росії. Підпорядковується Комітету з охорони довкілля та природних ресурсів Ростовської області. Урочище було створено в 1965 році.

## Опис
Природні заплавні ліси залишились в достатній кількості на лівому березі річки Сіверський Донець, на правому вони увійшли до складу урочища Хоботок, яке розташоване в на північ від хутора Хоботок. Урочище розміщується у 70 квадраті Калітвенського дільничого лісництва Каменського територіального відділу лісництва. Загальна площа складає 31,0 га. На території урочища водяться 2 види птахів, які були занесені до Червоної книги Ростовської області — це білоокий нирок та курганник. Серед дерев, поширені такі види, як тополя, черемха, дуб, верба біла, терен, берест, крушина. Серед фауни є козулі, лісові миші, синиці великі, вужі, ящірки, вяхирі, землерийки, їжаки білогруді.
Урочище, окрім виконання водозахисної функції, захищає ще є ґрунти. На цій місцевості проводяться дослідження по питанням боротьби з ерозією та раціональним використання кам'янистих земель. Об'єкт має природоохоронне, наукове та водоохоронне значення. На території урочища заборонений випас худоби, збір ягід. На місцевості розвивається екологічний туризм.